# 조이 페리
조이 페리(영어: Zoe Perry, 1983년 9월 26일 ~ )는 미국의 배우로, 《빅뱅 이론》의 스핀오프 드라마 《영 쉘든》에서 쉘든의 어머니 메리 쿠퍼 역을 맡았다. 90년대부터 TV와 연극 무대에서 활동했고 《더 패밀리》, 《스캔들》 등에 단역 출연하였다. 배우 로리 멧캐프와 제프 페리 부부의 딸이다.